# Shabuhragan
 (novembre 2021).
La mise en forme du texte ne suit pas les recommandations de Wikipédia : il faut le « wikifier ».
Les points d'amélioration suivants sont les cas les plus fréquents. Le détail des points à revoir est peut-être précisé sur la page de discussion.
- Les titres sont pré-formatés par le logiciel. Ils ne sont ni en capitales, ni en gras.
- Le texte ne doit pas être écrit en capitales (les noms de famille non plus), ni en gras, ni en italique, ni en « petit »…
- Le gras n'est utilisé que pour surligner le titre de l'article dans l'introduction, une seule fois.
- L'italique est rarement utilisé : mots en langue étrangère, titres d'œuvres, noms de bateaux, etc.
- Les citations ne sont pas en italique mais en corps de texte normal. Elles sont entourées par des guillemets français : « et ».
- Les listes à puces sont à éviter, des paragraphes rédigés étant largement préférés. Les tableaux sont à réserver à la présentation de données structurées (résultats, etc.).
- Les appels de note de bas de page (petits chiffres en exposant, introduits par l'outil «  Source ») sont à placer entre la fin de phrase et le point final[comme ça].
- Les liens internes (vers d'autres articles de Wikipédia) sont à choisir avec parcimonie. Créez des liens vers des articles approfondissant le sujet. Les termes génériques sans rapport avec le sujet sont à éviter, ainsi que les répétitions de liens vers un même terme.
- Les liens externes sont à placer uniquement dans une section « Liens externes », à la fin de l'article. Ces liens sont à choisir avec parcimonie suivant les règles définies. Si un lien sert de source à l'article, son insertion dans le texte est à faire par les notes de bas de page.
- La présentation des références doit suivre les conventions bibliographiques. Il est recommandé d'utiliser les modèles {{Ouvrage}}, {{Chapitre}}, {{Article}}, {{Lien web}} et/ou {{Bibliographie}}. Le mode d'édition visuel peut mettre en forme automatiquement les références.
- Insérer une infobox (cadre d'informations à droite) n'est pas obligatoire pour parachever la mise en page.

Pour une aide détaillée, merci de consulter Aide:Wikification.
Si vous pensez que ces points ont été résolus, vous pouvez retirer ce bandeau et améliorer la mise en forme d'un autre article.
Le Shabuhragan (persan : شاپورگان Shāpuragan), qui signifie « dédié à Šābuhr », également traduit en chinois par Erzongjing ou Texte des deux principes  était un livre sacré de la religion manichéenne. Écrit par le fondateur Mani (c. 210-276 CE) lui-même, à l'origine en moyen-perse et dédié à Shapur I (vers 215  –  272 de notre ère), le roi contemporain de l'empire perse sassanide[réf. nécessaire]. Ce livre est répertorié comme l'un des sept traités de manichéisme dans les sources historiques arabes, mais il ne fait pas partie des sept traités du récit manichéen lui-même. Le livre a été conçu pour présenter à Shapur un aperçu de la nouvelle religion de Mani, qui a réuni des éléments du zoroastrisme, du christianisme et du bouddhisme.[réf. nécessaire]
Le mot moyen persan pour "Shabuhragan" est "dw bwn wzrg'y š'bwhrg'n", ce qui signifie "les deux sutras dédiés à Shabur[Lequel ?] "La traduction chinoise est abrégée en "deux sutras". Mani a écrit ce livre en moyen persan et l'a présenté à Shabur I, le roi de Perse, comme un exposé des enseignements du manichéisme. Dans ce livre, Mani décrivait sa religion comme la perfection et la continuation des autres religions existantes, et se qualifiait lui-même de "prophète scellé" : "À travers les générations, les apôtres de Dieu n'ont jamais cessé d'apporter ici leur sagesse et leur travail. Ainsi, ils sont venus à une époque par l'apôtre Bouddha dans les pays de l'Inde ; à une autre, par l'apôtre Zoroastre en Perse ; et à une autre, par Jésus-Christ en Occident. Après cela, dans ce dernier âge, la révélation est venue, qui a été prophétisée comme devant venir à Babylone par moi-même, Mani, l'apôtre du vrai Dieu." 
Des fragments originaux du persan moyen ont été découverts à Turpan, et des citations ont été apportées en arabe par Biruni :
D'éon en éon, les apôtres de Dieu n'ont cessé d'apporter ici la Sagesse et les Œuvres. Ainsi, dans un âge, leur venue s'est faite dans les pays de l'Inde par l'apôtre qu'était le Bouddha ; dans un autre âge, dans la terre de Perse par Zoroastre ; dans un autre encore, dans la terre d'Occident par Jésus. Après cela, dans ce dernier âge, cette révélation est descendue et cette prophétie est arrivée par moi-même, Mani, l'apôtre du vrai Dieu, dans le pays de Babel (Babylonie - alors une province de l'empire sassanide).
(extrait de la Chronologie d'Al-Biruni, cité dans Hans Jonas, "The Gnostic Religion", 1958)
Les fragments survivants du Shabrakan se concentrent sur l'eschatologie. Lorsque la fin du monde arrive, le Dieu du monde sage (Jésus) vient et effectue le jugement final, séparant les pécheurs des justes. Les anges vont saisir les pécheurs et les jeter en enfer. Les morts ressusciteront, les justes monteront au ciel, et tous les autres êtres tomberont en enfer avec eux. Les dieux qui soutiennent le monde s'en vont et le monde s'effondre, et le feu du jugement entre de l'extérieur de l'univers et brûle le monde, ce qui durera 1 468 ans. Les malfaiteurs souffrent dans ce feu, mais les justes sont indemnes. Les méchants demandent le pardon, mais ne seront que condamnés. Enfin, les pécheurs seront jetés dans la prison éternelle avec le diable.
Selon la Chronique du Bouddha, au cours de la première année de Yanzai de la dynastie Tang, le Perse Fudodan a introduit l'Erzongjing en Chine.

## Sources
- Des traductions anglaises de manichéisme de parties du Shabuhragan peuvent être trouvées ici.
- Sources du moyen persan : DN MacKenzie, « Mani's Šābuhragān », pt. 1 (texte et traduction), BSOAS 42/3, 1979, pp. 500-34, , copie à Internet Archive. pt. 2 (glossaire et planches), BSOAS 43/2, 1980, pp. 288-310 , copie à l'Internet Archive.